# Деньги (телепередача)
«Деньги» (с укр. — «Гроші») — спецпроект социальных расследований телеканала 1+1. Журналисты разоблачают взяточников, расследуют экономические злоупотребления и на себе проверяют, как действуют различные мошеннические схемы. Репортеры работают под прикрытием, ведут скрытые съёмки, проверяют версии показывают изнутри, кто действительно зарабатывает на человеческих бедах.
Программу создаёт департамент журналистских расследований телеканала 1+1.
Если мы говорим о телевизионных расследованиях, то основная проблема — показать сам процесс совершения преступления или как минимум визуализировать его. Мы все стараемся проверять на себе. Сами плаваем на пляжах олигархов, ругаемся с частной охраной, ходим в секты и к аферистам, устраиваемся на работы, которые нас интересуют… В телеке один кадр убеждает больше тысячи слов. Это свершившийся факт, и найти этот кадр — самая главная наша проблема.Максим Сухенко, главный редактор департамента журналистских расследований телеканала 1+1.

## История
Первый выпуск программы «Деньги» вышел в эфир 23 октября 2010 года. Её ведущим стал Олег Дейнека. После увольнения Дейнеко в январе 2012 года программу вели поочередно сами журналисты.
С сентября 2012 года ведущий программы — Жан Новосельцев.
С сентября 2019 года ведущим программы стал Александр Преподобный.

## Как создают программу
Выбирая тему, репортёры опираются на её потенциальный интерес для аудитории. Именно поэтому в программе преобладают социальные расследования.
В «Деньгах» фигурирует больше социалка. Всё-таки смотрят простые люди, они нам пишут, делятся своими темами. Политики у нас не так много. В политике — о ком бы мы ни показали сюжет, в любом случае будет заинтересованная сторона. Бывают сюжеты о том, как подкупают политиков, об их благосостоянии, но это нельзя назвать политикой, это скорее жёлтые сюжеты.Денис Данько, журналист «Денег».
Выйдет ли расследование в эфир, зависит прежде всего от того, насколько серьёзные доказательства удалось найти журналистам. «Очень много людей в этой стране только и ждет, чтобы мы ошиблись», — говорит главный редактор департамента журналистских расследований канала 1+1 Максим Сухенко, комментируя возможность судебных исков. Поэтому расследование должно быть проведено «чисто», в рамках закона, а выводы должны опираться на проверенную информацию. Каждое расследование «Денег» начинается с официальных запросов в правоохранительные органы.
Репортеры «Денег» параллельно разрабатывают несколько тем. На подготовку одного сюжета может уйти несколько дней, а другие темы ведутся месяцами.
Чтобы показать расследование изнутри, журналисты часто работают под прикрытием, внедряются в мошеннические схемы, устраивают провокации и ведут скрытые съёмки. Поскольку использование скрытых камер запрещено, репортеры «выкручиваются», снимая на мобильный телефон, включая диктофон и т. д.
Есть различные ухищрения во время съёмок. Если я с тобой общаюсь, а мой коллега или друг стоит рядом, ты будешь смотреть на меня и не заметишь, что он тебя снимает. А когда обратишь на него внимание, он будет СМС писать или звонить кому-то. Можно ещё снимать из тонированной машины, если съёмки на улице происходят — на самом деле очень много законных методов. Конечно, скрытые камеры иногда очень нужны, но, к сожалению, законодательство нам запретило. Иногда достаточно диктофонной записи, чтобы хоть как-то зафиксировать информацию. Многое зависит от темы, от героя — тема диктует поведение. Нужно сесть, продумать, как ты это все видишь, кого провоцировать, где эксперимент, с кем надо пообщаться.Денис Данько, журналист «Денег».
«Деньги» принципиально не платят своим информаторам.
Как рассказывают репортеры «Денег», после расследований их не раз пытались запугать расправой, некоторым журналистам программы пришлось сменить место жительства.

## Резонансные расследования
- Журналист устроился охранником в ТРЦ «Караван», где Ярослав Мазурок расстрелял охранников.
- Кражи вещей на «Укрпочте».
- О пирамиде МММ в Украине.
- Кто и как наживается на тюрьмах и заключённых.
- Похищение органов: как работают черные трансплантологи.
- Как гаишники и «скорая» подрабатывают таксистами.
- Журналистская «охота» на педофилов.
- В Украине работает целая индустрия подставных свидетелей.
- Украинцы избавляются от родственников, упекая их в заведения для лечения от «одержимости демонами».

## Нападение на журналиста Дмитрия Волкова
В сентябре 2012 года на журналиста «Денег» Дмитрия Волкова напали возле его дома и жестоко избили. Журналист разрабатывал тему незаконного распределения земель под Вышгородом (пригород Киева), и именно с этим было связано нападение.
Сюжет о земельных махинациях в Вышгороде, из-за которого избили журналиста, был показан в программе «Деньги» 10 октября 2012 года.
Журналисты «Денег» провели собственное расследование и опубликовали фото подозреваемого в нападении. Тем временем милиция возбудила уголовное дело.
За информацию о нападавших на Дмитрия Волкова канал 1+1 объявил награду — 1 миллион гривен.

## Награды
- Премия «Телетриумф-2012» в номинации «Специальный репортаж»
- Премия «Телетриумф-2011» в номинации «Специальный репортаж»
- Премия «Фаворит телепрессы-2012»